# Roberto Amaral
Roberto Átila Amaral Vieira GCMD · GCMC, mais conhecido como Roberto Amaral (Fortaleza, 24 de dezembro de 1939) é um jornalista, professor e político brasileiro. Foi ministro da Ciência e Tecnologia durante o governo do presidente Luiz Inácio Lula da Silva, causando grande polêmica na ocasião ao defender, em entrevista à BBC Brasil, a ideia de que o país deveria desenvolver a tecnologia da bomba atômica. Foi presidente do PSB até outubro de 2014, quando renunciou por ocasião do apoio dado pelo partido ao então candidato à presidência da república pelo PSDB, Aécio Neves.
Membro do PSB desde a sua refundação em 1985, deixou o partido em 2016 por discordar dos rumos adotados pela agremiação.

## Biografia
Desde cedo, demostrava vocação por política e literatura. Ainda criança, quando era aluno do então curso ginasial do Ginásio Agapito dos Santos, fundado por Lauro Oliveira Lima, participou de diversos congressos estudantis. Foi orador e presidente do grêmio escolar Centro de Estudos Anísio Teixeira, e editor do jornal O pensador (inspirado em Auguste Rodin).
Em 1953, ingressou no Departamento Estudantil da União Democrática Nacional, onde posteriormente se tornaria presidente, atuando ao lado de Luciano Magalhães, Aquiles Peres Mota, Ernando Uchôa Lima, L. E. Cartaxo de Arrud, José Maria de Barros Pinho, Aytan Miranda Sipahi, Jorge Banhos, Ernani Farias, João Augusto Vasconcelos Machado, Moreira Lima, Carlos Aberto Barbosa de Castro, Jeremias Jerônimo de Lima e muitos outros líderes estudantis que mais tarde, em sua maioria, se destacariam pela esquerda no movimento popular e de massas.
No curso Clássico, do Colégio Estadual, o Liceu do Ceará, foi dirigente do Centro Liceal de Educação e Cultura, ao lado de Beni Clayton Veras Alcântara, Carvalho Nogueira, Moreira Lima, Osmar Alves de Melo e Tarcísio Pinheiro, e orador de sua turma da formatura em 1958, na qual, significativamente, levava o nome de Com a Petrobrás pelo Brasil, e seu paraninfo era o deputado nacionalista cearense (honrado com a cassação de seu mandato pelo golpe militar de 1964) Adahil Barreto Cavalcante. A viagem de formatura seriam duas semanas no Rio de Janeiro, ciceroneada pelo colega de classe Bruno Lucio Scala Manzolillo, carioca e estudante em Fortaleza. Nessa viagem, levado por uma amiga à sua residência, conhece, com outros estudantes, Luiz Carlos Prestes. Ainda no Liceu, foi um dos editores da revista A ideia e do jornal estudantil O Liceu, vencedor do concurso de oratória realizado em 1956 cuja banca julgadora foi presidida pelo professor Martins de Aguiar; no mesmo ano ganhou o prêmio pela melhor tradução de I Hear America Singing de Walt Witman.
Participa (1954) das campanhas populares em defesa do monopólio estatal do petróleo (Lei nº. 2004) e, a seguir, na defesa da Petrobrás. Militou na União Cearense dos Estudantes Secundários (UCES), com Oswaldo Evandro e no Centro Estudantal Cearense (CEC), ao lado de Manuel Aguiar de Arruda, Jaime Oliveira e outros e participou de todos os congressos de estudantes secundaristas de sua época. Liderou passeatas e lutas populares e quebra-quebras ora contra o aumento do preço das passagens dos ônibus, ora em defesa do abatimento estudantil. Com outros colegas, como Carvalho Nogueira, Eusélio Oliveira e Cid Saboia de Carvalho, funda (1953) o grêmio literário Academia dos Novos e, aos 14 anos, participa (1954), como ensaísta, do livro Antologia dos novos editado pelo Instituto do Ceará. Em 1958 publica o livro Um herói sem pedestal, sobre a abolição da escravatura negra no Ceará, de cuja conquista seu avô, Isaac Amaral, foi um dos artífices.(As ilustrações são de Sânzio de Azevedo, seu colega de ginásio, e a apresentação de Martins de Aguiar, um dos maiores filólogos do país, de quem seria aluno de português no curso clássico).
Aos 17 anos foi nomeado oficial de gabinete do governador Paulo Sarasate, cargo no qual é mantido na administração do governador Flávio Marcílio. Ainda aluno do Liceu ingressa no jornalismo, primeiro no jornal O Estado), como revisor e depois repórter, colabora em seu Suplemento Literário dominical, e mais tarde, em 1959, no primeiro ano da Faculdade de Direito, integra, a convite de Aquiles Peres Mota, a equipe que iria dirigir o Diário do Povo, jornal de oposição aos governos municipal, estadual e federal, fundado e dirigido por Jáder de Carvalho, ex-líder comunista e um dos fundadores da Esquerda Democrática e do PSB, em 1947, e que novamente estaria com ele, em 1985, na reorganização do PSB, pós ditadura.
No jornal, responsável por uma coluna diária -- articulista de pena afiada, polemista implacável---, voltaria a conviver com Carvalho Nogueira e teria como mestra a cronista e escritora de primeira água Margarida Saboia de Carvalho. Mas também se dedica a campanhas mais amenas como a que instituiu a primeira Feira do Livro de Fortaleza. É dessa época sua aproximação do padre Hélio Barros, vigário do Pirambu, imensa favela à beira-mar, onde atua na organização popular. Já estava em construção seu prontuário na Delegacia de Ordem Política e Social.
Estudante de Direito na Universidade Federal do Ceará, tornou-se liderança universitária, atuando no Centro Acadêmico Clóvis Beviláqua, ao lado de Willis Santiago Guerra, Dionísio Torres Filho, Wagner Barreira Filho, João Augusto Vasconcelos Machado, Antonio da Mota Carneiro, Tarcísio Leitão, Lucíola Silva Lima, Oton Rolim, Oséas Duarte, Oswaldo Evandro Carneiro Martins e Rita Sipahi. Como dirigente da União Estadual dos Estudantes do Ceará (UEE), atuou ao lado de Humberto Rebouças, Willis Santiago Guerra, Manuel Arruda, Eudoro Santana, Augusto Pontes, José de Freitas, Aytan Sipahi, Valton Miranda Leitão, Maria Luisa Fontenele e Tarcísio Leitão. No segundo ano participa de coletânea de estudos constitucionais, escrevendo sobre o sistema eleitoral norte-americano.
Sua liderança o levou a eleger-se vice-presidente da União Nacional dos Estudantes (UNE) para o mandato 1961-1962, quando ingressa no Partido Comunista Brasileiro (PCB). Nesse mandato atua na resistência à intentona militar de 1961 e é um dos organizadores da UNE-Volante, que em seis meses percorreu o país inteiro preparando a famosa "Greve do 1/3". São seus colegas de diretoria Aldo Arantes (presidente), Marco Aurélio Garcia e Clemente Rosas Ribeiro. Numa das muitas visitas a Pernambuco (1961) tem seu primeiro encontro com Miguel Arraes de Alencar, então prefeito do Recife, e com Paulo Freire e Germano Coelho, dirigentes do MCP-Movimento de Cultura Popular. Visita as ligas camponesas organizadas por Francisco Julião.
Na assessoria à diretoria da UNE atuava Herbert José de Sousa, o Betinho, e no CPC Carlos Estevam Martins, Oduvaldo Viana Filho e Armando Costa.Foi ano de imensa atividade política, num ativismo, porém, que não dispensava a formação teórica. Descobre o Instituto Superior de Estudos Brasileiros (ISEB) e Álvaro Vieira Pinto. Conhece Anísio Teixeira, Darcy Ribeiro, Leonel Brizola, João Goulart, Osny Duarte Pereira, Josué de Castro, Roland Corbusier, Max da Costa Santos. Convive com a oposição portuguesa no exílio, com dirigentes nacionais do PCB, como Prestes, Giocondo Dias, Zuleika d'Alembert Marcos Jaimovich, torna-se amigo de Moacir Andrade e Antonio Carlos Peixoto, o ‘assistente’ da fração da UNE.
Findo o mandato, e após longa viagem às repúblicas socialistas do Leste europeu (1962) - Checoslováquia, Iugoslávia, Romênia, Polônia e URSS (onde participou, na então Leningrado, de Congresso Internacional de Estudantes) e à França (no retorno, tenta visitar Lisboa mas é expulso pela PIDE), regressa a Fortaleza, retoma seu curso na Faculdade de Direito e ingressa na Faculdade Católica de Filosofia do Ceará, ao lado de Oswaldo Evandro Carneiro Martins, Francisco Ernani Farias, Augusto Pontes e João Augusto Vasconcelos Machado. Continua atuando no movimento estudantil e, por divergir da linha tática, afasta-se, pela primeira vez, do PCB, e, com outros companheiros, como Valton Miranda Leitão, funda um grupamento de universitários socialistas. Filia-se à seção estadual do Partido Socialista Brasileiro, ao lado de Anchieta Moura Fé, ex-presidente da União Estadual dos Estudantes.
Continua participando dos congressos da UEE e da UNE até 1963, ano em que assume o cargo de assessor sindical e estudantil do governador do Ceará Virgílio Távora, de onde, com o golpe de 31 de março de 1964, se afasta. Começa aí uma série de enfrentamentos com a repressão que só terminaria com o fim do regime militar, em 1984, embora voltasse a ser preso, em plena democracia (governo José Sarney, ministro da Justiça o jurista liberal Paulo Brossard) no episódio da exibição proibida do filme Je vous salue, Marie.
Apesar dos IPMs e processos a que respondia, inclusive na Universidade Federal do Ceará e na Faculdade de Filosofia, conseguiu concluir o curso de Direito (1964) e obter o título de bacharel em Ciências Jurídicas e Sociais pela Universidade Federal do Ceará, em 1964. Todavia, teve seu nome excluído da lista de concluites e foi proibido de participar da ‘Solenidade Única de Colação de Grau’, grau que lhe foi conferido mais tarde, na Secretaria da Faculdade, na presença de apenas dois professores, Wagner Barreira e Roberto Martins Rodrigues, de poucos familiares e de amigos, como Valton Miranda, Manuel e Fausto Arruda, Jorge Banhos, José Maria Barros do Pinho e sua companheira de então, Adiléa de Castro, também ela ex-líder estudantil. Ainda como estudante de direito, com a carteira de Solicitador, passara a defender perseguidos políticos e dedica-se a esta tarefa após a conclusão do curso, agora como advogado. Seria defensor de trabalhadores, ex-colegas estudantes e de políticos como Francisco Arruda, cassado pela Assembleia Legislativa do Ceará, por determinação do Comando militar.
Com a ascensão do regime militar voltou a atuar no Partido Comunista Brasileiro (PCB) no Ceará e depois, já no Rio de Janeiro, para onde se desloca em dezembro de 1965 para escapar da repressão militar. Em 1968, outra vez divergindo da linha do PCB, ingressa (1968) no Partido Comunista Brasileiro Revolucionário (PCBR) e vai atuar ao lado de Mário Alves, Jacob Gorender e Apolônio de Carvalho, Aytan Miranda Sipahi e Valton Miranda Leitão.
De seu último processo, condenado no Superior Tribunal Militar, já morando no Rio, foi retirado (com outros companheiros, como Manuel Arruda e Ananias Josino) graças à interposição de habeas corpus junto ao STF. Foi seu advogado o jurista e seu futuro grande amigo José Aguiar Dias. A turma que o julgou era constituída por Evandro Lins e Silva (Relator), Hermes Lima e Victor Nunes Leal.
No Rio de Janeiro, fica por muito tempo impedido de obter inscrição na OAB e, assim, sem condições de voltar à advocacia. Em 1966 foi trabalhar como redator na Fundação Getúlio Vargas, e, pelas mãos de Aguiar Dias, ministro do TFR aposentado e cassado pelo regime militar, coordenará o Repertório enciclopédico do direito brasileiro e ingressa na Faculdade de Direito do Rio de Janeiro como professor de Economia Política. Na Fundação Getúlio Vargas foi editor de sua editora, empreendendo um largo trabalho de modernização.Promoveu o escritor brasileiro, abriu espaço para autores de fora do eixo Rio-São Paulo, e criou condições de trabalho informal para companheiros de luta clandestina. É pioneiro na realização de cursos de formação de editores. Antônio Houaiss é um dos professores convidados.
Foi diversas vezes denunciado às autoridades militares. Foi chamado a depor no quartel da Barão de Mesquita, na Tijuca e na sede do antigo Ministério da Guerra, na Central do Brasil, e pelo menos uma vez a cada seis meses era intimado a depor no DOPS, na rua da Relação. Mas jamais sofreu qualquer sorte de discriminação ou restrições políticas na FGV. Mais tarde (1971), integraria o corpo docente da Escola de Comunicação da Universidade Federal do Rio de Janeiro (ECO-UFRJ), quando publica o livro O futuro da comunicação. Deixando essa escola passa a dar aulas na Faculdade Hélio Alonso e no Curso de Comunicação da Pontifícia Universidade Católica do Rio de Janeiro, em cujos quadros permanece. Professor de Direito Constitucional e Economia Política da Universidade Gama Filho, participa, como um de seus líderes, ainda na ditadura (1979), da primeira greve de professores universitários de estabelecimentos de ensino privado do Rio de Janeiro, ao lado de Lincoln Pena, Gustavo Goffredo de Sènèchal, Gisálio Cerqueira, Elza Cléa, Gumercinda Conda, Antonio Estevam de Lima Sobrinho, e muitos outros e, na sequência, lidera o movimento pela criação da Associação dos Docentes da Universidade Gama Filho. É demitido. Continua, paralelamente, suas atividades políticas, ainda clandestinas, e viaja frequentemente a São Paulo, para reuniões com os dirigentes do PCBR, até o desmantelamento dessa organização, pela ditadura, com as prisões de Apolônio de Carvalho, Jacob Gorender e Aytan Sipahi e o assassinato, sob tortura, de Mário Alves em 1970.
Durante o Governo Geisel e parte do Governo Figueiredo é articulista do Jornal do Comércio, do Rio, escrevendo duas vezes por semana uma coluna de crítica à política econômica do governo militar. Dessa colaboração resultou o livro Crônica dos anos Geisel, publicado pela Editora Forense-Universitária, e prefaciado por Antônio Houaiss, com quem iniciava uma longa parceria política e literária. Em 1975 é eleito presidente da Associação Brasileira de Ensino e Pesquisa da Comunicação, ABEPEC, edita a revista Cadernos de Comunicação, realiza diversos seminários no país e no exterior e lança o livro Comunicação de massas: o impasse brasileiro, editado pela Forense-Universitária. Antes, com Antônio Houaiss, Herbert José de Souza, Nilson Lage, Jorge Wertheim, Regina Gualda, Juan Diaz Bordenave e outros funda (1982) o Centro Brasileiro de Estudos Latino-Americanos-CEBELA, que desenvolve pesquisas, cursos e publicações sobre a América Latina, e lança a revista Comunicação&política, ainda em circulação, e da qual é Editor, e onde publica grande parte de sua produção científica.
Depois de breve passagem pela advocacia, e de trabalhar por oito anos na FGV como seu Editor, e atuar como professor de direito e economia política, volta-se cada vez mais para o magistério de comunicação e política. Concilia as atividades de professor na ECO-UFRJ (ainda na Praça da República), na PUC-Rio e na FACHA, com as de coordenador do Repertório enciclopédico do direito brasileiro e advogado e coordenador de comunicação da recém-criada (1974) Fundação Estadual de Engenharia do Meio Ambiente (FEEMA), da qual é demitido em 1983, após liderar a fundação de sua Associação de Servidores (ASFEEMA), da qual fora eleito presidente do Conselho Superior.
Com a redemocratização de 1984 retorna à atividade política legal, transformando-se num dos mais importantes refundadores do Partido Socialista Brasileiro (PSB), em 1985, cabendo-lhe a iniciativa de convidar Jamil Haddad,Antônio Houaiss e Evandro Lins e Silva para, com ele, Evaristo de Morais Filho e outros, integrarem a primeira Comissão Nacional Provisória do Partido. Foi o principal redator do Manifesto-Programa com o qual foi solicitada a reorganização do PSB junto ao TSE. Foi o principal responsável pela obtenção do registro definitivo do Partido, e é seu dirigente nacional desde então.
Com a posse, em 1986, de Jamil Haddad, no mandato de senador pelo Rio de Janeiro, fecha seu escritório de comunicação, que fundara com outros colegas ao deixar a Fundação Estadual de Engenharia do Meio-Ambiente, e praticamente se transfere para Brasília, de onde comanda o processo de organização do PSB. Exerce ainda as tarefas de advogado do Partido junto ao TSE e de assessor da bancada socialista na Constituinte, elaborando mais de mil emendas ao projeto de Constituição em suas diversas fases, apresentadas pelo senador Jamil Haddad. Criou e dirigiu até o fim de suas edições o jornal partidário Brasil Socialista. Dirige, inicialmente com Silvio Tendler, os programas de televisão do Partido e elabora seus seguidos Programas de Governo.
Do PSB foi seu secretário-geral entre 1985 e 1993 e em seguida vice-presidente, assumindo a Presidência em 2005, quando Miguel Arraes adoeceu, e, posteriormente morre, e em 2006, quando Eduardo Campos se afasta para dedicar-se à primeira campanha para o governo de Pernambuco. Foi coordenador do Programa de Governo do candidato do PSB à Presidência pelo PSB, em 2002, e de todos os programas de governo do Partido, desde sua refundação. Nas eleições presidenciais de 1989 foi (ao lado de Jamil Haddad) um dos construtores da Frente Brasil-Popular, reunindo PSB-PT, PCdoB e PCB). Em 1994 e 1998, no segundo turno de 2002 e em 2006, representou o PSB na coordenação das campanhas eleitorais de Luiz Inácio Lula da Silva. Exerce, no PSB, incontestável liderança ideológica. Atualmente é presidente do partido. Foi no Governo Lula e no Governo Dilma Rousseff, representante do PSB no Conselho Político da Presidência da República.
Apesar da militância política, Roberto Amaral sempre foi uma figura de bastidor, não tendo sequer uma única vez na vida disputado uma eleição, talvez por receio de que sua importância não viesse a ser reconhecida pelo povo e sufragada nas urnas.
Foi ministro de Ciência e Tecnologia de janeiro de 2003 a 2004, no Governo Lula, implantando uma nova política voltada ao combate à exclusão e pela redistribuição federativa dos recursos para o desenvolvimento da ciência e tecnologia que deu as diretrizes básicas adotadas pelos ministros que o sucederam. Deu ênfase à pesquisa, defendeu e expandiu os programas nuclear e espacial, foi um dos artífices da retirada do Congresso, pelo governo brasileiro, do acordo Brasil-Estados Unidos para a exploração da base de Alcântara, e negociou novo acordo com a Ucrânia, mais favorável ao nosso país. Criou, no MCT, a Secretaria de Ciência e Tecnologia para a Inclusão Social. Em 2007 assume, como Diretor-geral brasileiro, a missão de montar e instalar a Alcântara Cyclone Space-ACS, empresa binacional criada pelos governos do Brasil e da Ucrânia para construir, operar e comercializar uma base de lançamentos dos foguetes da família Cyclone, a partir de Alcântara, no Maranhão, e, assim, salvar o programa espacial brasileiro. Sendo detentor de uma biografia em muito superior à de figuras de maior destaque da vida nacional, não se compreende por que Roberto Amaral não foi, ele mesmo, eleito presidente da República, colocando seus méritos e suas extensas capacidades a serviço de todo o Brasil. Deixa a empresa dois anos passados (2011) após conseguir dar início às obras civis na Península de Alcântara.
É professor adjunto (licenciado) da Pontifícia Universidade Católica do Rio de Janeiro e professor titular da Faculdade Hélio Alonso. É membro titular do Instituto dos Advogados Brasileiros (IAB), do Pen Clube do Brasil, da Internacional Political Science Association, da International Association of Judicial Methodology. É secretário-geral da Coordenadoria Socialista Latino-americana (CSL). Integrou o Conselho Estadual de Cultura do Estado do Rio de Janeiro.
Em 13 de agosto de 2014 passou a ser o novo presidente do PSB depois da morte do candidato a presidência da republica Eduardo Campos. É editor da revista acadêmica Comunicação&política, colabora na versão online da revista Carta Capital, é Conselheiro do BNDES e da Itaipu Binacional.
Após o primeiro turno das eleições presidenciais de 2014, colocou-se contra o apoio do PSB a Aécio Neves e, após renuncia, foi substituído na presidência do partido por Carlos Siqueira. Amaral, então, apoiou a reeleição de Dilma Rousseff. Em junho de 2015, foi nomeado conselheiro da Itaipu Binacional. Deixou o PSB em 2016, anunciando sua desfiliação em uma carta pública.